# Circuito Urbano de Chicago
El Circuito Urbano de Chicago es un circuito urbano situado en la ciudad de Chicago, en Estados Unidos, que alberga la NASCAR Cup Series y la NASCAR Xfinity Series entre los días 1 y 2 de julio de 2023. Originalmente era una pista conceptual en iRacing creada para la eNASCAR iRacing Pro Invitational Series en 2021.
El 24 de marzo de 2021, NASCAR anunció que un circuito callejero imaginario en el Chicago Loop en el centro de la ciudad de Chicago sería la pista de la quinta y finalmente última carrera de la eNASCAR iRacing Pro Invitational Series 2021. El evento, llevado a cabo en iRacing, fue transmitido en vivo por NASCAR en Fox el miércoles 2 de junio. Desde entonces, ha habido rumores y especulaciones de que a NASCAR le gustaría llevar pista a la vida real y tener una carrera callejera en Chicago en el calendario de la Cup Series en el futuro.
El 17 de junio, Adam Stern de Sports Business Journal sugirió que el Circuito Urbano de Chicago podría reemplazar a Road America en el calendario de la NASCAR Cup Series 2023, ya que la carrera en el circuito urbano probablemente reemplazaría a una de las carreras de circuitos permanentes y Road America no tenía un contrato para tener una carrera de la Cup Series en 2023. El 19 de julio de 2022, se anunció el Grant Park 220 como parte de la NASCAR Cup Series 2023, en reemplazo del Kwik Trip 250. El primer evento del Grant Park 220 tuvo lugar el 2 de julio de 2023. El circuito también fue sede de su primera ronda de la NASCAR Xfinity Series 2023 el 1 de julio de 2023.

## Diseño de pista
La pista para la carrera real en 2023 terminó siendo un diseño muy similar a la versión utilizada en 2021 para la eNASCAR iRacing Pro Invitational Series, con solo pequeños cambios en los carriles que se usan en las curvas 4, 5, 10 y 11. La línea de meta está ubicada en South Columbus Drive frente a la Buckingham Fountain en Grant Park. Los coches irán hacia el sur y luego girarán a la izquierda en East Balbo Drive y luego a la derecha en South Lake Shore Drive (que también forma parte de la ruta 41 de EE. UU.), que se encuentra junto al lago Míchigan. Luego, los coches girarán a la derecha en East Roosevelt Road y luego girarán otra vez a la derecha, lo que los llevará de regreso a South Columbus Drive hacia el norte. Llegarán nuevamente a la intersección de South Columbus Drive y East Balbo Drive y girarán a la izquierda. Cuando regresen a East Balbo Drive, cruzarán un puente sobre las vías del distrito eléctrico de Metra. Luego, los coches girarán a la derecha en South Michigan Avenue y se dirigirán hacia el norte, irán a East Congress Plaza Drive y regresarán a South Michigan Ave. Por último, girarán a la derecha en East Jackson Drive, volverán a cruzar las vías de Metra Electric y volverán a la derecha en South Columbus Drive hasta la línea de meta.

## Récords de vuelta
A fecha de julio de 2023, los récords oficiales de vueltas en el Circuito Urbano de Chicago son los siguientes:
| Categoría      | Tiempo   | Piloto               | Coche                | Evento              |
| -------------- | -------- | -------------------- | -------------------- | ------------------- |
| NASCAR Cup     | 1:29.914 | Shane van Gisbergen  | Chevrolet Camaro ZL1 | 2023 Grant Park 220 |
| NASCAR Xfinity | 1:31.750 | John Hunter Nemechek | Toyota GR Supra      | 2023 The Loop 121   |